# Android Studio
Android Studio – oficjalne środowisko programistyczne na platformę Android, zbudowane na podstawie oprogramowania IntelliJ IDEA od JetBrains. Może zostać zainstalowane na systemach Windows, macOS i opartych na Linuksie. Przed wydaniem Android Studio, głównym środowiskiem programistycznym dla systemu Android było Eclipse.
Android Studio zaprezentowano 15 maja 2013 roku na konferencji Google I/O. Pierwsze stabilne wydanie (1.0) nastąpiło w grudniu następnego roku. Środowisko obsługuje języki programowania: Java, C++ a także Kotlin. 7 maja 2019 ogłoszono, że ten ostatni zastąpił Javę jako preferowany do pisania aplikacji na system Android. Nie spowodowało to usunięcia wsparcia dla któregokolwiek z języków.
W Android Studio wbudowane jest narzędzie do projektowania widoków aplikacji w trybie WYSIWYG. Środowisko wspiera również emulator Androida, dzięki któremu aplikacje można testować bez dostępu do urządzenia mobilnego.
Instalacja Android Studio jest możliwa na komputerach wyposażonych w 64-bitowy procesor ze wsparciem dla wirtualizacji, co najmniej 8 GB pamięci RAM i tyle samo miejsca na dysku.